# Малый Толкай (село)
Малый Толкай — село в Похвистневском районе Самарской области. Административный центр сельского поселения Малый Толкай.

## География
Находится на расстоянии примерно 23 км (по прямой) на запад-юго-запад от районного центра города Похвистнево.

## История
Село основано в 1735 году мордвой из Пензенской губернии. Накануне 1917 года в селе насчитывалось 720 дворов. В советское время работал колхоз им. Жданова.

## Население
| 2010 |
| ---- |
| 1077 |

Постоянное население составляло 1152 человек (мордва 40 %, русские 31 %) в 2002 году, 1077 человек в 2010 году.